# Jura-Nord vaudois (huyện)
Jura-North Vaudois là một huyện ở bang Vaud. Huyện này có các đô thị sau:
| - Agiez - Arnex-sur-Orbe - Ballaigues - Baulmes - Bavois - Belmont-sur-Yverdon - Bioley-Magnoux - Bofflens - Bonvillars - Bretonnières - Bullet - Chamblon - Champagne - Champvent - Chanéaz - Chavannes-le-Chêne - Chavornay - Chêne-Pâquier - Cheseaux-Noréaz - Concise - Corcelles-près-Concise - Corcelles-sur-Chavornay - Cronay - Cuarny - Croy - Démoret - Donneloye - Ependes - Essert-Pittet - Essert-sous-Champvent - Fiez |  | - Fontaines-sur-Grandson - Fontanezier - Gossens - Gressy - Juriens - L'Abbaye - L'Abergement - La Praz - Le Chenit - Le Lieu - Les Clées - Lignerolle - Mathod - Mauborget - Mézery-près-Donneloye - Molondin - Montagny-près-Yverdon - Montcherand - Mutrux - Novalles - Onnens - Oppens - Orbe - Orges - Orzens - Pomy - Prahins - Premier - Provence - Rances - Romainmôtier-Envy |  | - Romairon - Rovray - Sainte-Croix - Sergey - Suchy - Suscévaz - Treycovagnes - Ursins - Valeyres-sous-Montagny - Valeyres-sous-Rances - Valeyres-sous-Ursins - Vallorbe - Vaugondry - Vaulion - Villars-Burquin - Villars-Epeney - Villars-sous-Champvent - Vugelles-La Mothe - Vuiteboeuf - Yverdon-les-Bains - Yvonand |